# Kalmarsunds Sjövärnskår
Kalmarsunds Sjövärnskår (SVK 8) är en lokal sjövärnskår för Kalmarsund.